# Afinní soustava souřadnic

Bod v rovinné afinní soustavě souřadnic

Bod v prostorové afinní soustavě souřadnic

Afinní soustava souřadnic (z latinského affinis: „dotýkající se, blízký, sousedící“) neboli kosoúhlý souřadný systém je osová soustava souřadnic v afinním prostoru, jehož souřadné osy se protínají v jednom bodě – počátku soustavy souřadnic, ale nemusí být vzájemně kolmé. Jednotka se obvykle volí na všech osách stejně velká.
V {\displaystyle n}-rozměrném prostoru je definován uspořádaným systémem lineárně nezávislých vektorů {\displaystyle {\vec {e}}_{1},\;\ldots ,\;{\vec {e}}_{n}} vycházejících z jednoho bodu {\displaystyle O}. Afinními souřadnicemi bodu {\displaystyle M} je číselný vektor {\displaystyle x_{i}} takový, že
{\displaystyle {\vec {OM}}=x_{1}{\vec {e}}_{1}+\ldots +x_{n}{\vec {e}}_{n}.}
Bod {\displaystyle O} a systém vektorů {\displaystyle {\vec {e}}_{1},\;\ldots ,\;{\vec {e}}_{n}} se nazývá framem nebo afinní bází; přímky, na nichž leží vektory {\displaystyle {\vec {e}}_{1},\;\ldots ,\;{\vec {e}}_{n}}, souřadnicovými osami.
Na afinní ploše (pro {\displaystyle n=2}) se souřadnice obvykle označují (x, y), přičemž souřadnice x se nazývá abscisa a souřadnice y ordináta bodu {\displaystyle M}. V trojrozměrném prostoru se souřadnice obvykle označují (x, y, z) a souřadnice bodu se nazývají abscisa, ordináta a aplikáta. Stejně se nazývají i souřadné osy.
Polohu libovolného bodu v rovinné afinní soustavě souřadnic určíme tak, že vedeme rovnoběžky se souřadnicovými osami, přičemž rovnoběžka s osou y protíná osu x v bodě, který určuje x-ovou souřadnici daného bodu. Rovnoběžka s osou x protíná osu y v bodě, který určuje y-ovou souřadnici bodu.